# Романізм (релігія)

Символ сучасного римсько-італійського традиціоналізму, який виник як логотип італійської асоціації «Рух за традиційний римський рух» (Movimento Tradizionale Romano). Три «R», одну з яких видно спереду, є ініціалами Roma Renovata Resurgit (Рома Реновата Резургіт).

Романізм, частіше відомий як римський шлях до богів (італ. Via romana agli dei), інакше як римсько-італійський традиціоналізм або римсько-італійська шляхетність — це сучасне продовження і повторне просування римської та італійської релігії через практики, запозичені або адаптовані з історичних записів Стародавнього Риму. Іноді багато його послідовників неправильно кваліфікують його як римсько-італійське неоязичництво.
Цей культ в основному практикується в Італії кількома сотнями людей, об'єднаних у низку асоціацій, до яких примикає невизначена кількість «вільних язичників», практиків, які не належать до жодної групи або вважають себе простими симпатиками наявних груп. Невеликі групи існують і в інших європейських країнах, а більш послідовна присутність спостерігається в Сполучених Штатах.

## Поклоніння
Римська релігійність є політеїстичною, проте деякі групи підкреслюють єдність божества, що лежить в основі. Ця римська релігійність культивується виключно у приватній сфері (сім'я та/або громада). Оскільки давня релігія Риму була державною релігією, публічне богослужіння в строгому розумінні цього терміну на цей час видається нездійсненним, а тому необхідно відновити Res publica, тобто традиційну римську державу. Основоположною концепцією публічного богослужіння є Pax Deorum, тобто юридично встановлений пакт між богами й людською спільнотою. Це поняття, перенесене в приватну сферу, позначає неписаний договір між вірянами й самими божествами, договір, який встановлюється і підтримується через поклоніння.
Культ, що слідує за давньоримським календарем, має заздалегідь встановлену традиційну сакральну схему. Найважливіша відмінність від давньоримської релігії полягає в тому, що жертвоприношення не практикуються, а богів вшановують підношеннями парфумів, вина, овочів і делікатесів.
Кожен дорослий чоловік є жерцем самого себе і в першу чергу поклоняється своєму Генію (або Іуно у випадку жінок), Ларам (захисникам сім'ї) і Пенатам (захисникам домашньої комори). Ці божества вважаються захисниками сім'ї та громади. По-друге, вшановуються божества, яким присвячені різні свята календарного року.
Важливими ритуальними подіями є: моменти проходження життя (народження, статеве дозрівання, одруження і смерть), звичайні свята року, три наріжні камені місяця (календи, нони, іди), сонцестояння зазвичай святкуються спільно.

## Історія
У сучасному римському язичницькому середовищі існує думка, що переривання Pax Deorum (миру людини з богами) сталося зі скасуванням римської релігії та її законів за наказом Феодосія у 394 р. н.е. Він також заборонив приватне богослужіння та його відновлення. Римська культурна традиція ніколи насправді не зменшувалася, але зберігалася в межах кількох важливих родин, які таємно зберігали її до сьогодні, утворюючи таким чином прихований сакральний центр, який у певні сприятливі періоди історії мав велику прозорість і вплив на реальність Італії, настільки, що в деяких колах говорять про міф про три «Р»: Римськість, Ренесанс і Рісорджименто.
Найбільш виразною і значущою історичною обставиною є поява в Римі, приблизно в середині 14 століття, Римської академії Помпонія Лето, про яку свідчить святкування 21 квітня (дня народження Риму), а також археологічні свідчення деяких написів, виявлених у 18 столітті, відновлення максимального язичницького понтифікату і арешт самого Лето. Така академія була розпущена Папою Павлом II у 1468 році, а її члени ув'язнені або переслідувані.
Між 18 і 19 століттями спроба запропонувати прийняття деяких язичницько-римських ритуальних форм для нової національної держави, вільної від клерикального тиску, була запропонована археологом Джакомо Боні та езотеричними колами столиці, що завершилася в 1923 році врученням ритуальної відзнаки Муссоліні і священним публічним виконанням трагедії «Румон» Роджеро Мусмеці Феррарі Браво.

### Сучасність
Першим язичницьким маніфестом, в римсько-італійському розумінні, в сучасній Італії можна вважати статтю «Язичницький імперіалізм» (італ. Imperialismo Pagano), опубліковану езотериком Артуро Реґіні (італ. Arturo Reghini) в журналі «La Salamandra» в 1914 році. Учень піфагорійського майстра Амедео Арментано — виразник язичницького ініціаційного ланцюга, який хотів доповнити сучасність від античності. Після Першої світової війни Регіно дав життя езотеричним журналам «Atanór» (1924) та «Ignis» (1925), в яких він запропонував фашизму мету реалізації язичницького імперіалізму.
У 1927 році сам Реґіні разом з молодим філософом і езотериком Юліусом Еволою заснував у Римі магічний ланцюг «Gruppo di Ur» і відповідний журнал «Ur» (1927-1928). В «Ur» у 1928 році завжди Реґіні під псевдонімом П'єтро Неґрі (італ. Pietro Negri) опублікував есе «Західна традиція» (італ. Della tradizione occidentale), яке можна вважати маніфестом язичницько-римської духовності 20 століття, а також статтю самого Реґіні «Язичницький імперіалізм» разом з більш відомою книгою під тією ж назвою, виданою Еволою у 1929 році з метою боротьби з муссоліністським «Конкордатом» (італ. Concordat) між державою і церквою. Вони вважаються маніфестами італійського політичного язичництва 20 століття.
Коли у 1928 році об'єднання Евола-Реґіні було зруйноване, перший продовжив видання журналу «Ur» під назвою «Krur». У «Krur» з'явиться таємничий документ, що походить з герметичних кіл Риму і підписаний Екатлосом, який містить чітке твердження, що перемога Італії у Першій світовій війні й подальший прихід фашизму були умилостивлені, якщо не визначені, деякими етрусько-римськими язичницькими обрядами. 
У наступні роки, аж до кінця фашизму, публічне відродження дохристиянської духовності Риму було майже виключно справою рук Юліуса Еволи. З молодіжних кіл, що оберталися навколо римського філософа, «оперативний» інтерес до язичницької Римської імперії та до досвіду самої групи «Ur» відродився на порозі 1970-х років. У Римі, Неаполі та Мессіні народилася і розвинулася «Група Діоскурів», про яку знав сам Евола, і деякі необережності дають підстави вважати її активною і сьогодні, особливо в регіоні Кампанія. Перед тим, як втратити свою видимість, група опублікувала серію з чотирьох фасцикул з назвами L'impeto della vera cultura, Le due Razze, Phersu maschera del Nume і Rivoluzione Tradizionale e Sovversione. Жвавий інтерес до релігії Риму також з'явився в еволюційному огляді «Arthos» (заснованому в Генуї 1972 року) під керівництвом Ренато дель Понте, якому ми завдячуємо такими престижними книжками, як «Боги і діти Італії» (італ. Dei e miti italici) (1985) та «Релігія римлян» (італ. La religioni dei Romani) (1993). 
У 1984-1986 роках Піфагорійська асоціація, заснована Артуро Реґіні у 1923 році, відроджується в регіоні Калабрія-Сицилія, видаючи журнал «Yghíeia». Однак вона офіційно розпадається у 1988 році після смерті її президента Себастьяно Рекуперо. Роберто Сестіто, член групи, розпочинає незалежну редакторську діяльність у журналі «Ignis» (1990-1992). Тим часом інші члени групи, як-от Дженнаро Д'Ува, зосереджуються на La Cittadella, відмежовуючись від MTR (Romano Tradizionale Movimento Tradizionale — римський традиційний рух).
Тема римської традиції також знаходить своє вираження в журналі Асоціації Сенату «Римська політика» (1994-2004). Однак найбільш значна присутність римсько-італійського язичництва спостерігається в рамках MTR (Традиційного римського руху), сформованого в середині 1980-х років Сальваторе Рута, Ренато дель Понте та Роберто Інкардона. MTR наголошує на римських культах з неоплатонічним метафізичним інтересом, організованих у групи з лідером на ім'я «патер», що утворюють Римську курію (Curia Patrum). La Cittadella стає офіційним журналом MTR у 2001 році під керівництвом Сандро Консолато, зберігаючи відкритість до різних матеріалів і створюючи онлайн присутність разом з рухом.
У 2000-х роках Associazione Tradizionale Pietas присвятила себе реконструкції кількох храмів. по всій Італії та розпочала юридичний процес для отримання визнання від держави, надихаючись подібними організаціями в інших європейських країнах, такими як асоціації Thyrsus та YSEE у Греції. 30 червня 2023 року Pietas взяла участь у зустрічі ECER, де делегації асоціацій з 17 країн розробили та підписали Ризьку декларацію, спрямовану на те, щоб уряди різних організацій визнали європейські етнічні релігії. Крім того, з початку нового тисячоліття деякі групи відновили проведення публічних ритуалів, таких як ритуал у день Natale di Roma